# Krystyna Budnicka

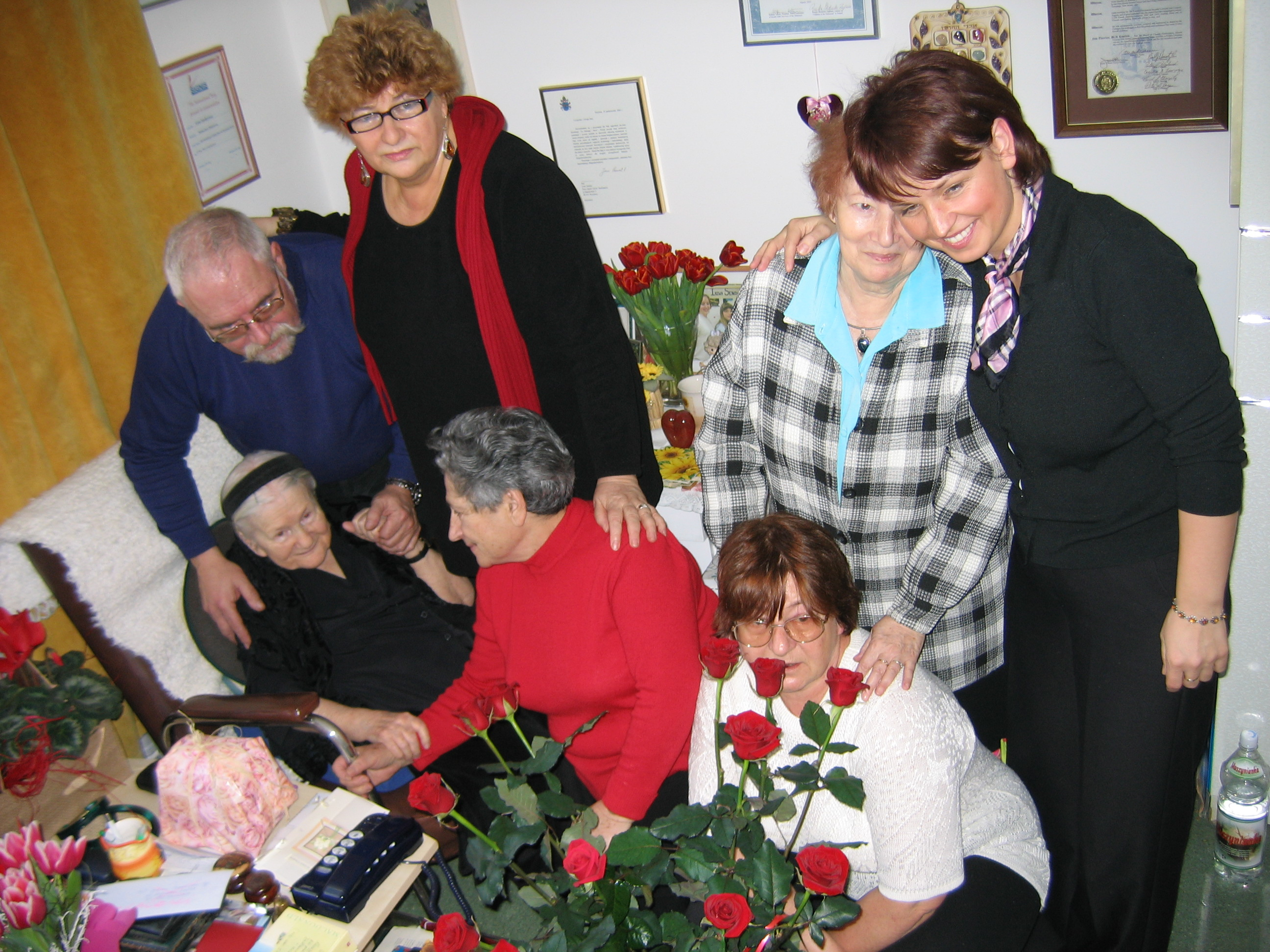
95. rocznica urodzin Ireny Sendlerowej (siedzi po lewej).
Od prawej z przodu: Joanna Sobolewska-Pyz i Krystyna Budnicka, stoją Małgorzata Indraszyk, Janina Zgrzembska, Elżbieta Ficowska i Julian Pyz (2005)

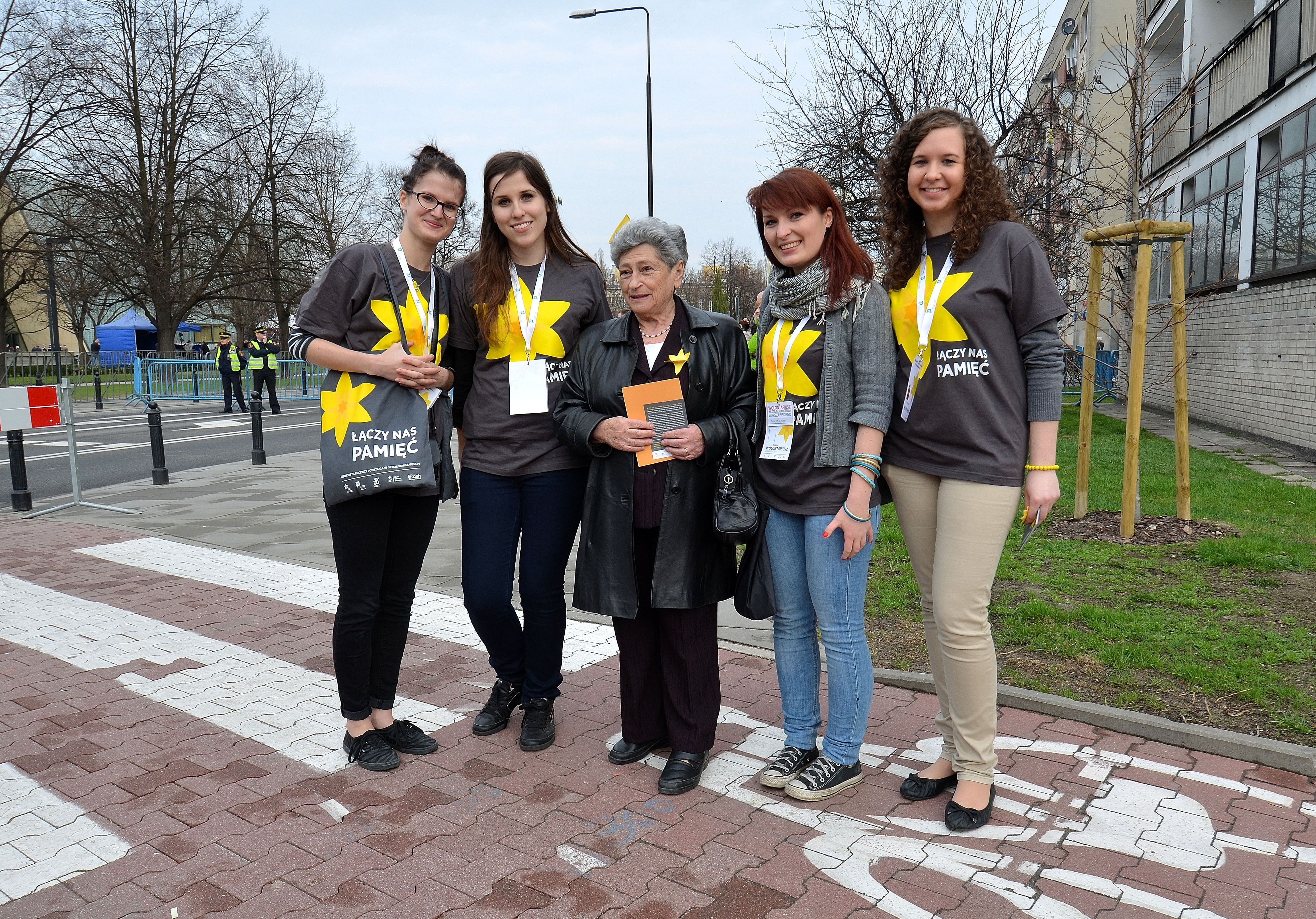
Krystyna Budnicka z wolontariuszkami akcji „Żonkile” podczas 70. rocznicy powstania w getcie warszawskim (2013)

Krystyna Budnicka (ur. jako Hena Kuczer 8 maja 1932 w Warszawie) – polska działaczka społeczna pochodzenia żydowskiego, członkini Stowarzyszenia Dzieci Holocaustu, honorowa obywatelka miasta stołecznego Warszawy

## Życiorys
Urodziła się w Warszawie, w religijnej rodzinie żydowskiej. Jej ojciec prowadził warsztat stolarski. Była najmłodszym, ósmym dzieckiem Józefa Lejzora i Cyrli Kuczerów. Do wybuchu II wojny światowej ukończyła pierwszą klasę szkoły powszechnej przy ul. Barokowej 7.
W 1940 kamienica przy placu Muranowskim (pod adresem ul. Muranowska 10), w której mieszkali Kuczerowie, znalazła się w granicach getta warszawskiego. Po wyłączeniu z getta północnej pierzei placu w marcu 1942 zamieszkała wraz z rodziną przy ul. Miłej. W czasie wielkiej akcji deportacyjnej latem 1942 do obozu zagłady w Treblince zostało wywiezionych dwóch jej braci wraz z rodzinami. 
W czasie powstania w getcie i kilka miesięcy po jego upadku ukrywała się wraz z rodzicami i innymi krewnymi w bunkrze wybudowanym pod kierownictwem jej brata Rafała w podziemiach narożnej kamienicy pod podwójnym adresem ul. Zamenhofa 56 i ul. Muranowska 44. W bunkrze był dostęp do wody pitnej i elektryczności. Znajdowało się tam także radio. Jej najstarsi bracia byli członkami Żydowskiej Organizacji Bojowej i wzięli udział w walkach. W czasie powstania kamienica, pod którą znajdował się bunkier, została podpalona. Jego mieszkańcy (ok. 40 osób) znaleźli wtedy schronienie w kanałach, z którym bunkier był połączony. Po 16 maja 1943 roku w bunkrze pozostało kilkanaście osób.
Bunkier został wykryty przez przeszukujących ruiny getta Polaków we wrześniu 1943. Zamordowali oni wtedy jej braci, Chaima i Izaaka. Po wykryciu kryjówki wraz z pozostałymi przy życiu jego mieszkańcami kanałami ewakuowała się na stronę aryjską, gdzie znalazła schronienie dzięki pomocy Rady Pomocy Żydom „Żegota” (w kanałach zostali jej rodzice i siostra). Ukrywała się przy ul. Mokotowskiej 1. Tam zmarł na sepsę jej brat Jehuda, a w lutym 1944 straciła brata Rafała, wydanego Niemcom przez syna dozorcy, który opiekował się zbiegami z getta.
Do wybuchu powstania warszawskiego wraz ze swoją bratową Anną zmieniała miejsce ukrycia. Wybuch powstania zastał je przy ul. Dobrej pod opieką państwa Budnickich (ich nazwisko przyjęła po wojnie). Po upadku Powiśla 6 września 1944 została wyprowadzona do obozu przejściowego w kościele św. Stanisława na Woli, a stamtąd do Dulagu 121 Pruszków. W drodze do Pruszkowa na prośbę Budnickiego, który spodziewał się wywiezienia na roboty do III Rzeszy, jako Krystyna Budnicka dołączyła do grupy sierot z jednego z sierocińców prowadzonego przez siostry szarytki. W Pruszkowie szarytki razem z dziećmi zostały przez Niemców wypuszczone, i w kolejnych miesiącach przebywały w różnych miejscowościach w pobliżu Warszawy.
Po powrocie do Warszawy (1946) podjęła naukę w Gimnazjum Sióstr Nazaretanek, a następnie ukończyła studia pedagogiczne na Katolickim Uniwersytecie Lubelskim i stołecznym Instytucie Pedagogiki Specjalnej. Znalazła pracę w Otwocku jako wychowawczyni w sanatorium dla dzieci chorych na gruźlicę kostno-stawową. Później pracowała w Warszawie jako nauczycielka. Przez wiele lat po wojnie nie mówiła nikomu o swoich przeżyciach podczas okupacji. Podjęła również decyzję o konwersji na chrześcijaństwo. W 1991 została jednak członkinią nowo powstałego Stowarzyszenia Dzieci Holokaustu i napisała dla niego relację. 
Z całej wielkiej rodziny wojnę przeżyła tylko ona i bratowa.
1 marca 2018 Rada Warszawy podjęła uchwałę o nadaniu jej tytułu honorowej obywatelki miasta stołecznego Warszawy. Tytuł wręczono w trakcie uroczystej sesji Rady m.st. Warszawy z okazji 75. rocznicy wybuchu powstania w getcie warszawskim na Zamku Królewskim.

## Życie prywatne
Miała sześciu starszych braci (Izaaka, Borucha, Szaję, Chaima, Rafała i Jehudę) i starszą siostrę Perlę.

## Upamiętnienie
W marcu 2023 roku skwerowi zlokalizowanemu pomiędzy ulicami Mordechaja Anielewicza i Karmelicką w Warszawie nadano nazwę skwer Rodziny Kuczerów.